# Strömsrum

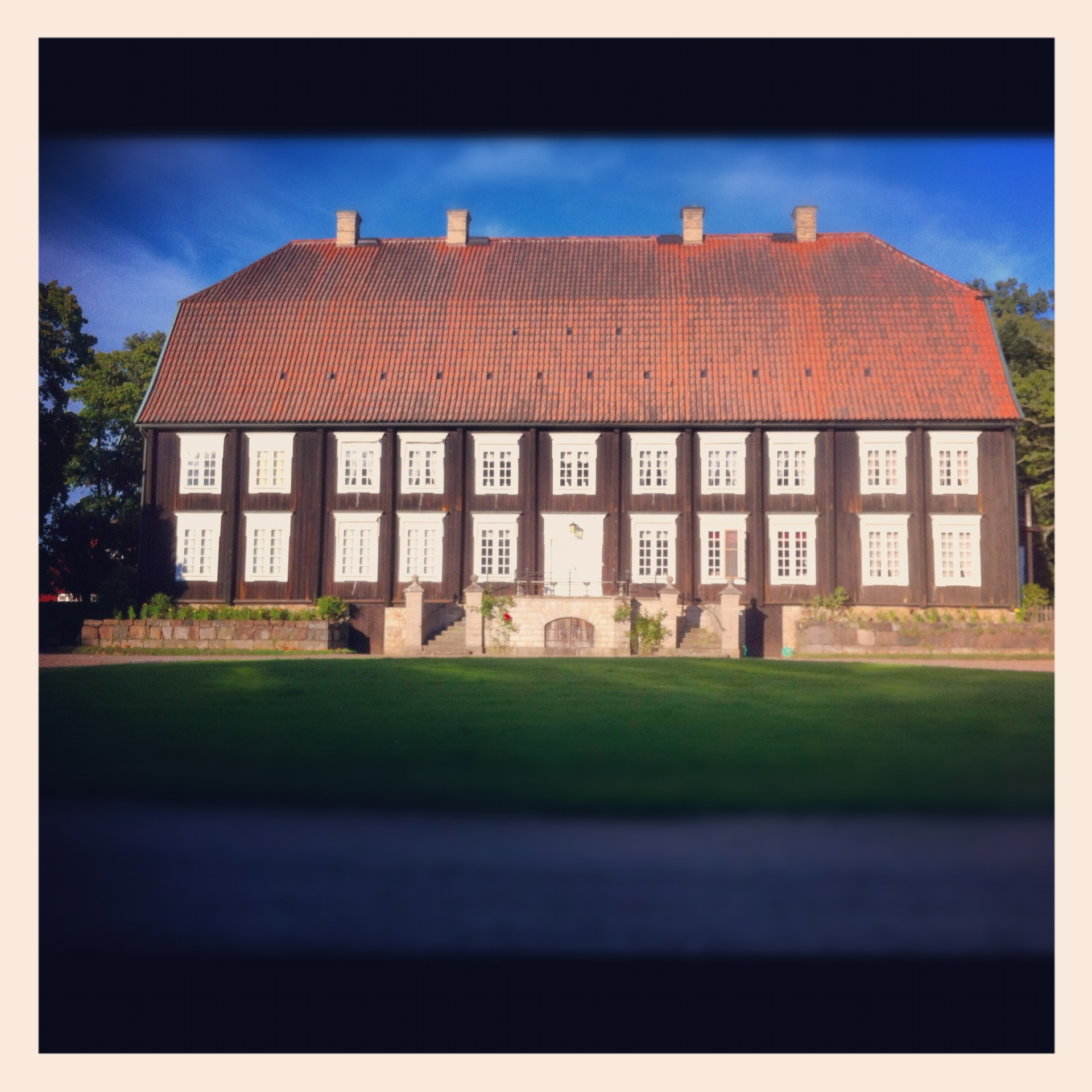
Strömsrums herrgård.

Strömsrum är en herrgård belägen vid Alsteråns mynning i Ålem i Mönsterås kommun.

## "Träslottet"
Strömsrums corps-de-logi är ett verk 1761 av kalmarbyggmästaren Anders Törnberg. Två timrade våningar högt  med ett högt valmat mansardtak talar det om den forna timmermans-konsten som präglade bygden. Det nuvarande "Träslottet" uppfördes av landshövdingen friherre Carl Rappe   Huvudbyggnaden var under en tid gulockramålad för att efterlikna ett stenhus. Huset byggt på grunden av ett hus uppfört av Ture Gabriel Bielke 1721, då i en våning och med 4 kammare och 1 sal.

## Flyglarna
Herrgården hade två flyglar mittemot varandra på vardera sidan av gårdsplanen. Den norra flygeln brann ner 1922, inte bara flygeln blev eldens rov utan alla stallbyggnader etc. Flygeln som finns kvar är gulmålad, tidigare var de omålade (bruna).

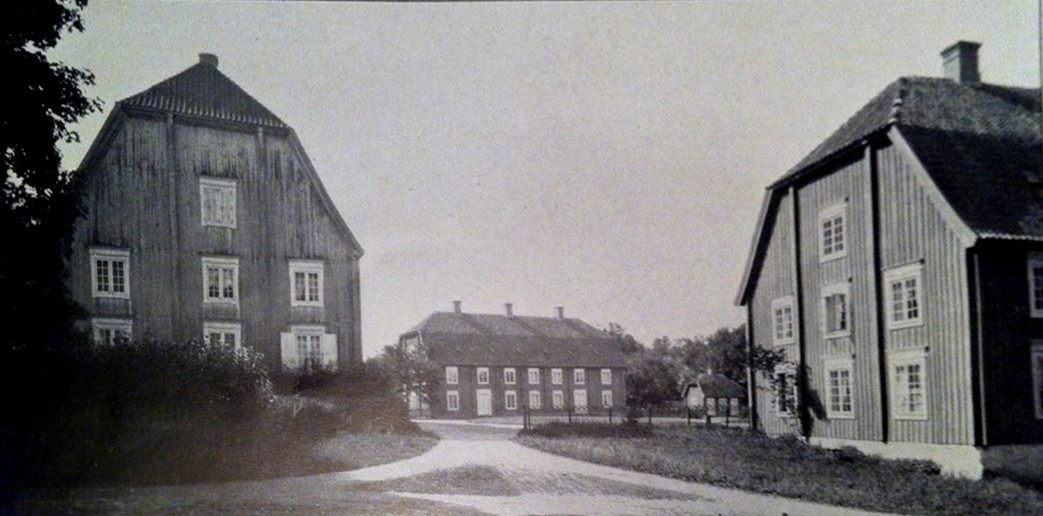
Huvudbyggnad med båda flyglarna.

## Kastalerna
Nere vid Alsteråns mynning finns resterna av några kastaler från tiden 1100–1300. Tornen användes troligen till att bevaka de jordbruksmarker som fanns i Ålems socken utmed vattnet. På utmätningar har det visat sig att det finns en sträng av stenar över en smal passage av ån, denna har troligen tjänat som mur där endast en liten del av ån lämnats öppen för de båtar som beviljades att få passera. På Kastellholmen finns ruinen efter två kastaler. Dessa kastalers koppling till Strömsrum är osäker. Vissa antar att de tillkommit redan på 1100-talet på kungligt initiativ Knut Eriksson i ett led att skapa ett kustförsvar, andra att de tillkommit för att skydda utskeppingshamnen vid Pata, ytterligare andra att de fungerat som sätesgården i Strömsrums befästa tillflyktsort.

## Ägarlängd
1292 Svantepolk (Knutsson) död 1310 genomför ett jordabyte. ”lilla Oknebäck” förutom de tre öarna ”oknø”, ”løuo” och ”wæderø”(väderön, del av gården Strömsrum i senare källor). Denna handling gör att det är lätt att tro att gården ägdes vid denna tid av Svantepolk då han ägde mark i socknen och hans dotter senare står som ägare av gården.
1312 omnämns Strömsrum första gången i skrift då Ingrid Svantepolksdotter pantsatte en gård i Strömsrum för att lösa olika testamentsgåvor.
(?)1348 Birgitta Knutsdotter (Algotssönernas ätt) död 1381 gift med  Magnus Gislesson (Sparre av Aspnäs) död 1373 dotter till Knuts och Margareta Tyrgilsdotter (Tyrgils Knutssons ätt) dotter 
(?)1373 Ärvs gården genom Helena Magnusdotter (Sparre av Aspnäs) och Arvid Gustavsson (Sparre av Vik)
(?)1381 ärver  Margareta Arvidsdotter (Sparre av Wik) död 1415 (Helena Magnusdotter och Arvids dotter) gift med Ture Bengtsson (Bielke)  död 1414 
(?)1415 ärver med  Sten Turesson (Bielke) död 1431 (Margareta och Tures son) gift med Margareta Karlsdotter (Sparre av Tofta) död 1429 
1438 omtalas väpnaren Peder Niklisson i Strömserum, antingen som förvaltare eller av någon av de mindre gårdar som Strömsrum då skall ha bestått av.
1453 ärvde Birgitta Stensdotter (Bielke)(farmors mor till Gustav Vasa) Strömsrum med alla underlydande gods vid arvskifte med systern Katarina och halvbrodern Karl Knutsson efter föräldrarna Sten Turesson och Margareta Karlsdotter (Sparre av Tofta).
På en lapp, troligen från 1470-talet instucken i en räkenskapsbok för sätesgården Fågelvik i Tjust, som Kristina Karlsdotter ärvt efter sin far Karl Knutsson (Bonde), finns en anteckning: "Item till minnes om 160 nobler, som min far, Gud hans själ nåde, löste Strömserum och Strömserums ägor igen av herr Nils arvingar. "Min far" torde vara Karl Knutsson och "herr Nils" Nils Erengislesson. Även tolkningar att det står herr Axils arvingar som skulle då vara Axel Pedersen (Tott).
1462 Sten Sture den äldre ärver Strömserum efter sin mor Birgitta.  
1466 Ingeborg Åkesdotter (Tott) gifte sig med riddaren Sten Sture. Bruden får Strömserum i morgongåva 
1502 uptas Strömserum som huvudgård i Sten Stures jordebok som ingår i hans morgongåva till Ingeborg och var då uppdelad på två större samt fyra mindre gårdar samt en hage. 
1515 omtalas Strömsrums kapell i en förteckning över kapell i Linköpings stift, där själavård inte fick utövas. Kapellet döms ut i samband med reformationen
1523 Gustav Vasa.  Troligtvis ärvde Gustav Vasa gården genom Sten Sture d.ä genom Erik Johansson Vasa
1524 försökte Gustav Vasa stoppa den olaga handeln i Pataholm, men under 1600-talet reglerades köpenskapen genom att Pataholm fick rättigheter som lydköping under Kalmar.
1550-talet omtalas en kaplan på gården. 
1552 skrev Gustav Vasa till Åke Bengtsson (Färla) att han ville byta till sig Åkes gård i Strömsrum och andra gårdar som adelsmän hade där. Av Strömsrums gårdar tillhörde enligt årliga räntan 1553 tre mantal Lars Turesson (Tre Rosor), ett mantal Clas Åkesson (Tott), ett mantal Åke Bengtsson (Färla) och ett mantal Anna Klemetsdotter (Hogenskild).
I samband med Gustav Vasas övertagande av gården avhystes frälsebönderna och Strömsrum förvandlades till avelsgård och tidigare prästgården läggs öde
1553-54 byggdes lada, fähus, stall, spannmålshus och fyra sytgor, och därefter börjar man på Castellholm uppföra den stora byggningen på gården.
1560 dör Gustav I
1571 Byggs en ny prästgård på tidigare Strömsrums mark, Skamrum (nu Hedersrum)
1572  Löses den av sonen Johan III
1592 Ärvs den av sonen Hertig Johan
1611 Får Maria Elisabeth gården 
1618 Kusin Gustav II Adolf. Eftersom de (Maria och Johan) dog barnlösa ärver Gustav II Adolf gården genom sin tidigare avlidna far Karl IX.  
1622 Sålde Gustav II Adolf egendomen till sin lärare Johan Skytte. Ägs sedan av  Jakob Skytte som dör på gården 1654. 
1666 säljer Maria Skytte till Gustaf Adam Banér
1690 genom Karl XI:s reduktion blev godset indraget av samma Maria Skytte då änka till kronan.
1703 förpantades gården av greve Ture Bielke som arrenderade gården av kronan.
1759 började Carl Rappe att arrendera Strömsrum.
1762 köptes det av kronan och innehas fortfarande av släkten Rappe

## Sjöröveri på 1600-talet
Gustav Adolf Skytte, Johan Skyttes sonson född 1637, nyttjade gården som bas för sitt, systern Annas och svågern Gustaf Drakes (Hagelsrum) sjöröveri på Östersjön 1657–1661. Denna verkliga historia har Viktor Rydberg fritt skildrat i Fribytaren på Östersjön (1857). Gustaf Adolf Skytte arkebuserades tidigt på morgonen den 27 april 1663 på Jönköpings torg. Vidare läsning kan göras i Kapare och pirater av Lars Wolke

## Krig
Gården brändes under Avsättningskriget mot kung Hans 1502, Av Jens Holgersen Ulfstand 1506,  Kalmarkriget 1612 och Skånska kriget den 20 augusti 1677 admiral Juel, Stora nordiska kriget 1717 Av danska generalen Tordenskjöld.

## Eriksgata
Gården har tagit emot många kungliga besök
7 oktober 1673 gör Karl XI ett besök under sin Eriksgata
5 mars 2013 gör Carl XVI Gustaf ett besök under sin Eriksgata

## Trädgården
Trädgården bestod tidigare av en äppel- och päron-odling men denna las ner i mitten av 1900-talet. Nedanför trädgården ligger en stor engelsk park, som genomflytes av Alsterån och numera sträcker sig halvvägs ned till havet. Enligt texter har den en gång i tiden sträckt sig hela vägen ner till havet.

## Gården idag

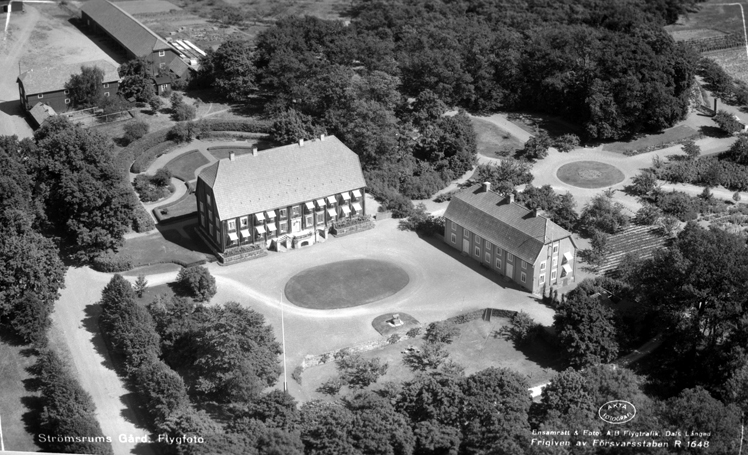
Strömsrums trädgård mitten på 1900-talet.

Gården är idag en ekologisk mjölkgård med svensk röd och vit boskap "SRB".